# 大谷廟堂
大谷廟堂（おおたにびょうどう）は、浄土真宗の宗祖とされる親鸞の墓所である。『御伝鈔』によると「吉水の北の辺」とあり、京都市東山区林下町付近にあったと推定される。現在その場所には、知恩院の塔頭「崇泰院」（そうたいいん）が建ち、門前に「親鸞聖人旧御廟所」・「大谷本願寺故地」の石碑が立つ。
文永9（1272）年に建立され、元亨元（1321）年には「本願寺」と号し寺格化する。寛正6年（1465年）に、延暦寺西塔の衆徒によって破却される。
「本願寺」は数回に渡り寺基を移しているため、寺格化してから破却されるまでの「本願寺」を便宜上「大谷本願寺」と呼ぶ場合がある。

## 歴史
1262年（弘長2）年11月28日、親鸞入滅する。京都鳥部野北辺の「大谷」に葬られる。
1272年（文永9年、入滅から10年後）、東国に居る親鸞の弟子達の協力を得た親鸞の娘覚信尼により、「大谷」から「吉水の北辺」に改葬し「大谷廟堂」が建立される。
1283年（弘安6年）ごろ、覚信尼入滅する。
（永仁3(1295年)、親鸞の御影像を安置し「大谷影堂」となる。
正安4(1302年)、覚恵と唯善の間に起こった留守職就任問題（唯善事件）が勃発する。
徳治元(1306）、覚恵は唯善に大谷影堂の鍵を強奪され、占拠される。
1307年（徳治2年）、覚惠は三条朱雀にて入滅する。
延慶2(1309)年7月、妙香院により大谷廟堂留守職は、覚如に継承される事が裁定される。敗れた唯善は、「大谷影堂」を徹底的に破壊し、「御影像」（親鸞の木像）と遺骨の一部を奪い、鎌倉へ逃亡する。
東国門徒は、大谷廟堂留守職継承を血縁に限定されるのを嫌い、覚如が留守職を継承することを無条件には認めなかった。覚如は、やむなく留守職継承を前提とした『十二か条からなる懇望状』（同年7月26日付）を記す。
延慶3(1310)、東国へ勧進と留守職承認の懇願のために赴く。半年に渡る懇願の末、承認され正式に留守職を継承する。
（延慶4/応長元(1311）年、覚如は親鸞の五十回忌に当たり「御影像」と影堂を再建する。
応長2年(1312）年、覚如は「大谷影堂」（「大谷廟堂」）を寺格化しようと「専修寺」と額を掲げるが、延暦寺の反対により撤去する。『存覚一期記』によると、高田門徒の真仏上人の門弟である法智がこの「専修寺」の額を下野国にある高田の如来堂に持ち帰ったという。後に如来堂は専修寺に名称を改めている。
元亨元年（1321）年、覚如は再度寺院化を試み「本願寺」と号し成立する。
寛正6年(1465）年、本願寺八世蓮如が宗主の時に「本願寺」は延暦寺西塔の衆徒により破却される（寛正の法難）。この法難に遭うまで「本願寺」はこの地にあった。